# Station Zaltbommel
Station Zaltbommel is een spoorwegstation in het Gelderse Zaltbommel aan de spoorlijn Utrecht - Boxtel.

## Geschiedenis
Het eerste station werd geopend op 1 november 1869. Dit stationsgebouw was een standaardtype dat in meerdere plaatsen langs de spoorlijn Utrecht - 's-Hertogenbosch werd gebouwd. In 1984 werd dit station vervangen door een halte dichter bij het centrum van de stad, maar ook dichter bij de spoorbrug over de Waal. Om het hierdoor ontstane hoogteverschil (het station ligt bovenaan het talud naar de brug) zijn beide perrons voorzien van een lift. Het station ligt op ruim 1 kilometer van het stadscentrum. Tussen 1910 en 1923 reed tussen het station en stad de Gemeentetram Zaltbommel. Het vroegere station heet nu Oud-Zaltbommel (afkorting Ozbm); er is daar een derde spoor aanwezig, dat gebruikt wordt als wachtspoor.

## Treinseries
| Serie | Treinsoort    | Route | Bijzonderheden                                                                                           |
| ----- | ------------- | --- | --- |
| 6000  | Sprinter (NS) | Den Haag Centraal – Gouda – Utrecht Centraal – Geldermalsen – Zaltbommel – 's-Hertogenbosch                   | Rijdt alleen na 18:00 uur en van vrijdag t/m zondag.                                                     |
| 8800  | Sprinter (NS) | Leiden Centraal – Alphen a/d Rijn – Woerden – Utrecht Centraal – Geldermalsen – Zaltbommel – 's-Hertogenbosch | Rijdt alleen van maandag t/m donderdag tot 18:00 uur. Rijdt non-stop tussen Woerden en Utrecht Centraal. |

## Buslijnen
De volgende streek- en buurtbussen doen station Zaltbommel aan: 
- Lijn 49 Zaltbommel - Gameren - Zuilichem - Brakel
- Lijn 67 Zaltbommel - Rossum - Kerkdriel
- Lijn 68 Zaltbommel - Bruchem - Kerkwijk - Delwijnen - Nederhemert - Aalst - Poederoijen
- Lijn 248 Tiel - Ophemert - Varik - Heesselt - Opijnen - Neerijnen - Waardenburg - Zaltbommel
- Lijn 266 Wijk en Aalburg - Nederhemert - Well - Ammerzoden - Hedel - Bruchem - Zaltbommel
- Lijn 267 Ammerzoden - Hedel - Velddriel - Kerkdriel - Alem - Rossum - Hurwenen - Zaltbommel
- Lijn 268 Giessen - Poederoijen - Aalst - Nederhemert - Delwijnen - Kerkwijk - Bruchem - Zaltbommel

## Perrons
Op het station van Zaltbommel heeft ProRail voor het eerst twee complete perrons met elk een lengte van zo’n 260 meter vernieuwd door toepassing van piepschuimblokken. Op 25 juni 2011 werd het westelijke perron aangelegd. Twee weken later volgde het oostelijk deel aan de andere kant van het spoor. Tegelijkertijd schoven de perrons enkele tientallen meters op in noordelijke richting en werden ze een paar centimeter verhoogd om te voldoen aan de Europese standaardnorm

## Voorzieningen
Nabij het station zijn diverse voorzieningen voor het zogenaamde voor- en natransport aanwezig. Er is zowel een bewaakte als een onbewaakte fietsenstalling, er is een groot (P+R) parkeerterrein en er is een bushalte. Ook is er een Kiosk aanwezig.

## Ontwikkeling aantal reizigers
Het aantal door NS vervoerde reizigers (per gemiddelde werkdag) ontwikkelde zich sedert 2019 als volgt:
| Jaar | Aantal reizigers |
| ---- | ---------------- |
| 2019 | 3.925            |
| 2020 | 1.881            |
| 2021 | 2.105            |
| 2022 | 2.872            |
| 2023 | 3.272            |
| 2024 | 3.319            |

## Afbeeldingen

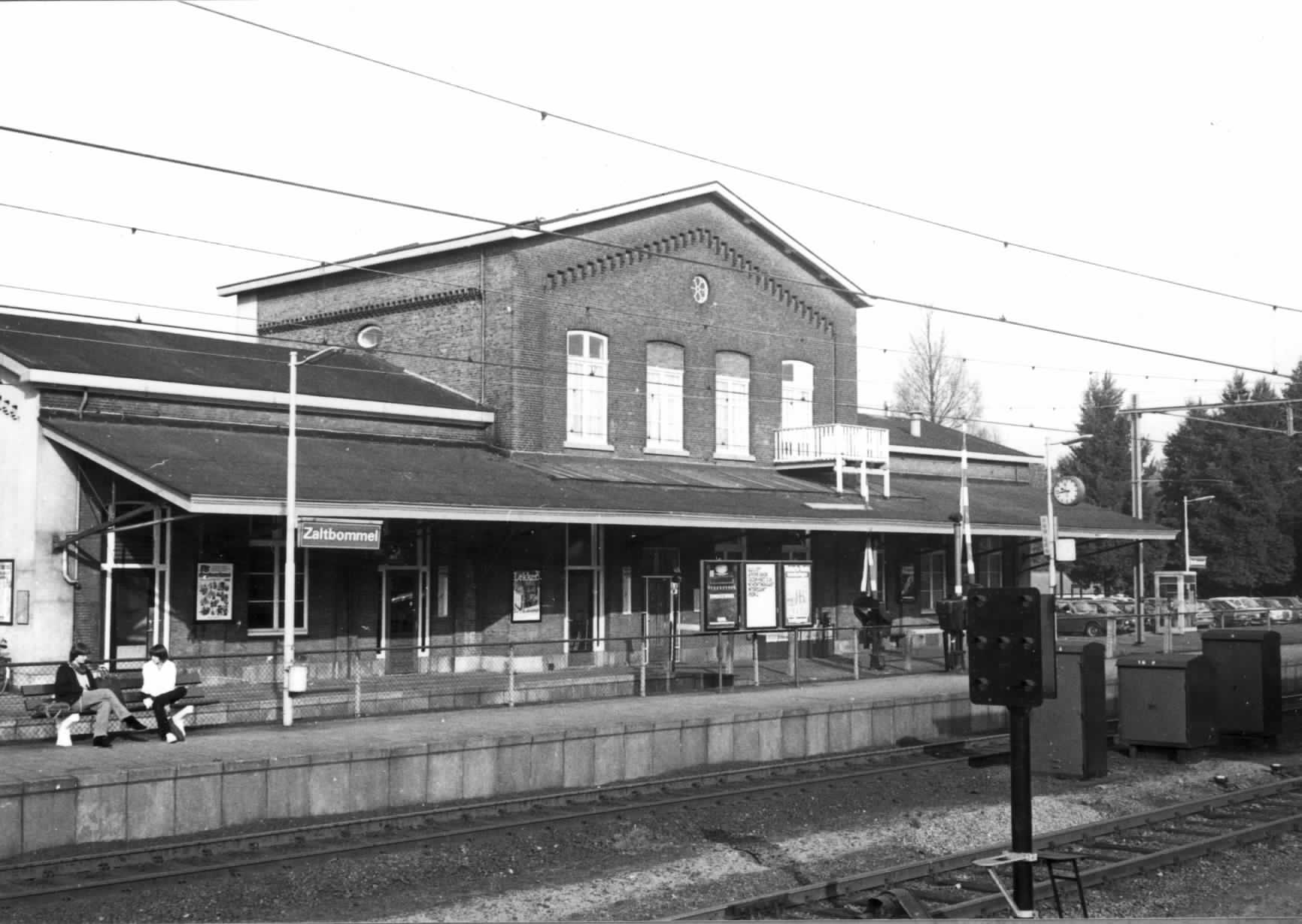
Station in 1980
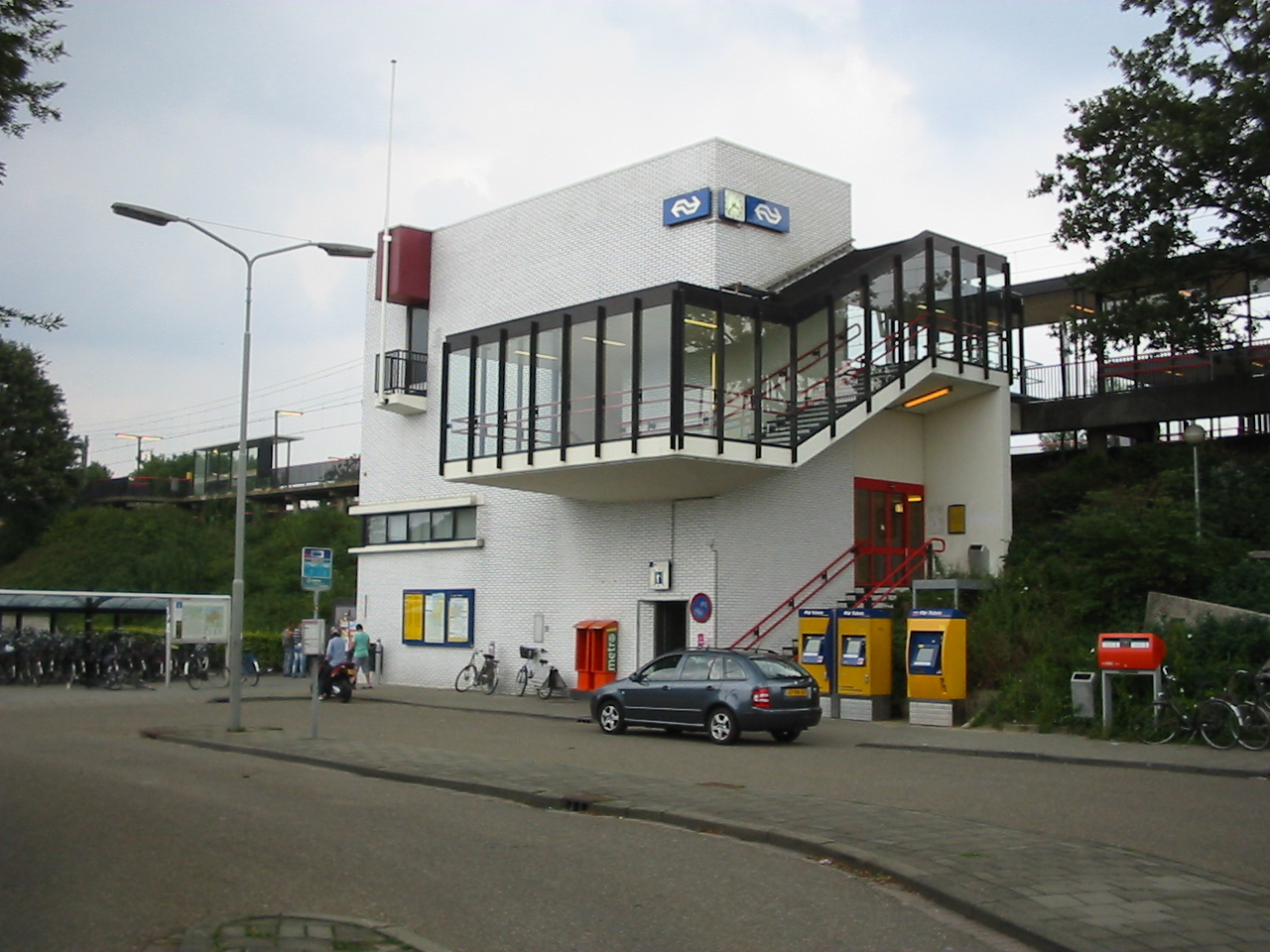
Station in 2010
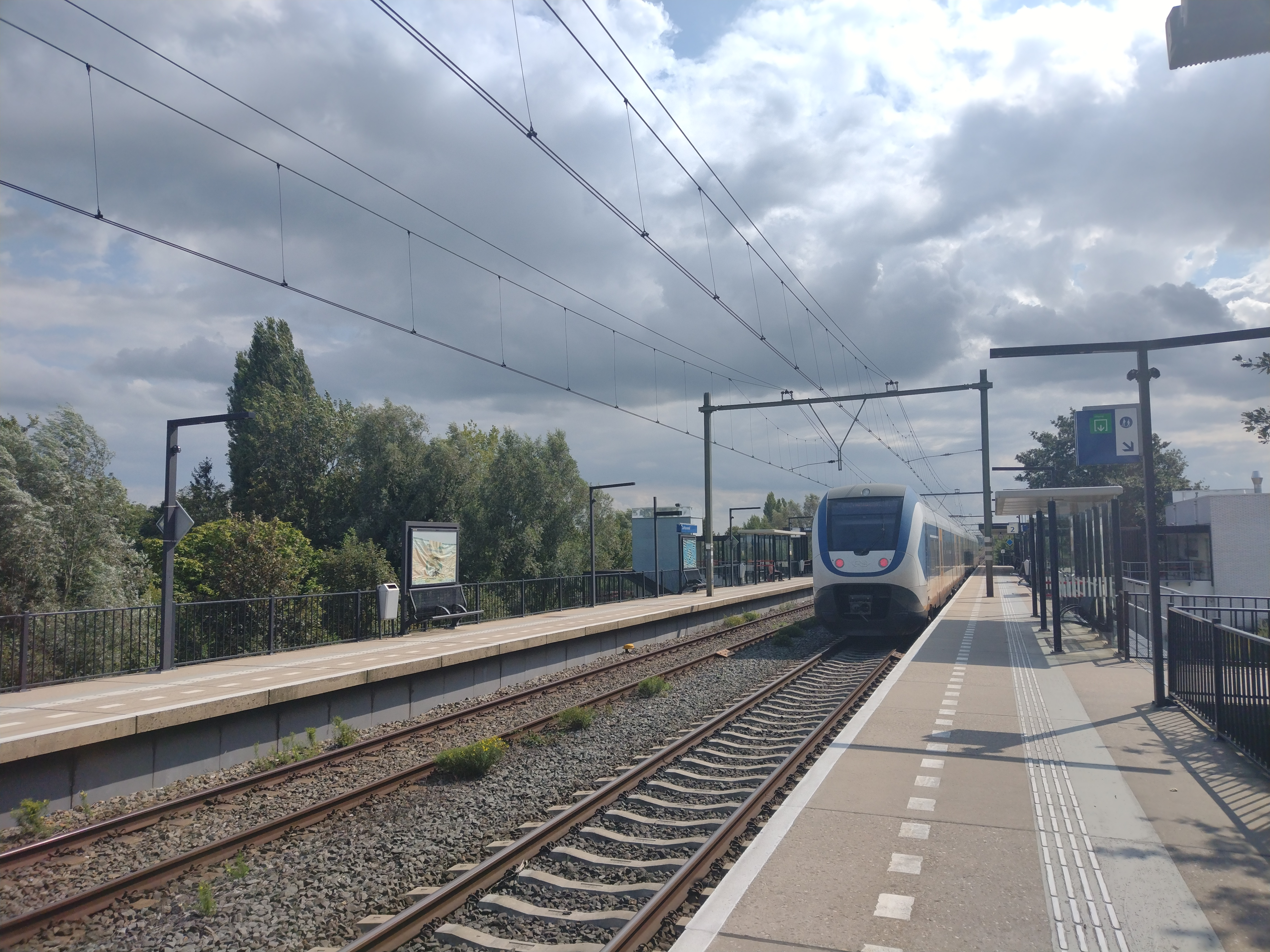
SLT op het station
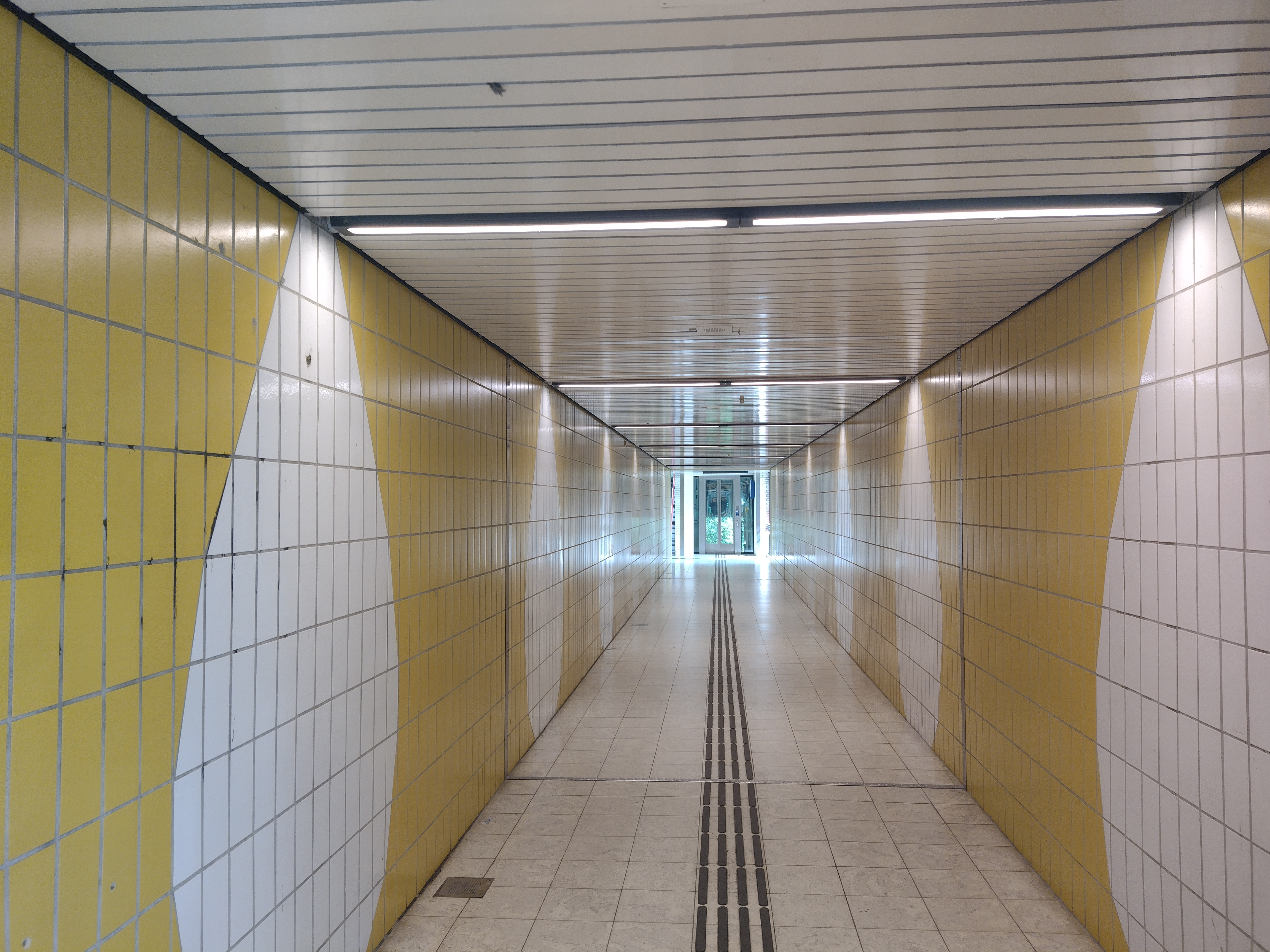
Tunnel onder de sporen
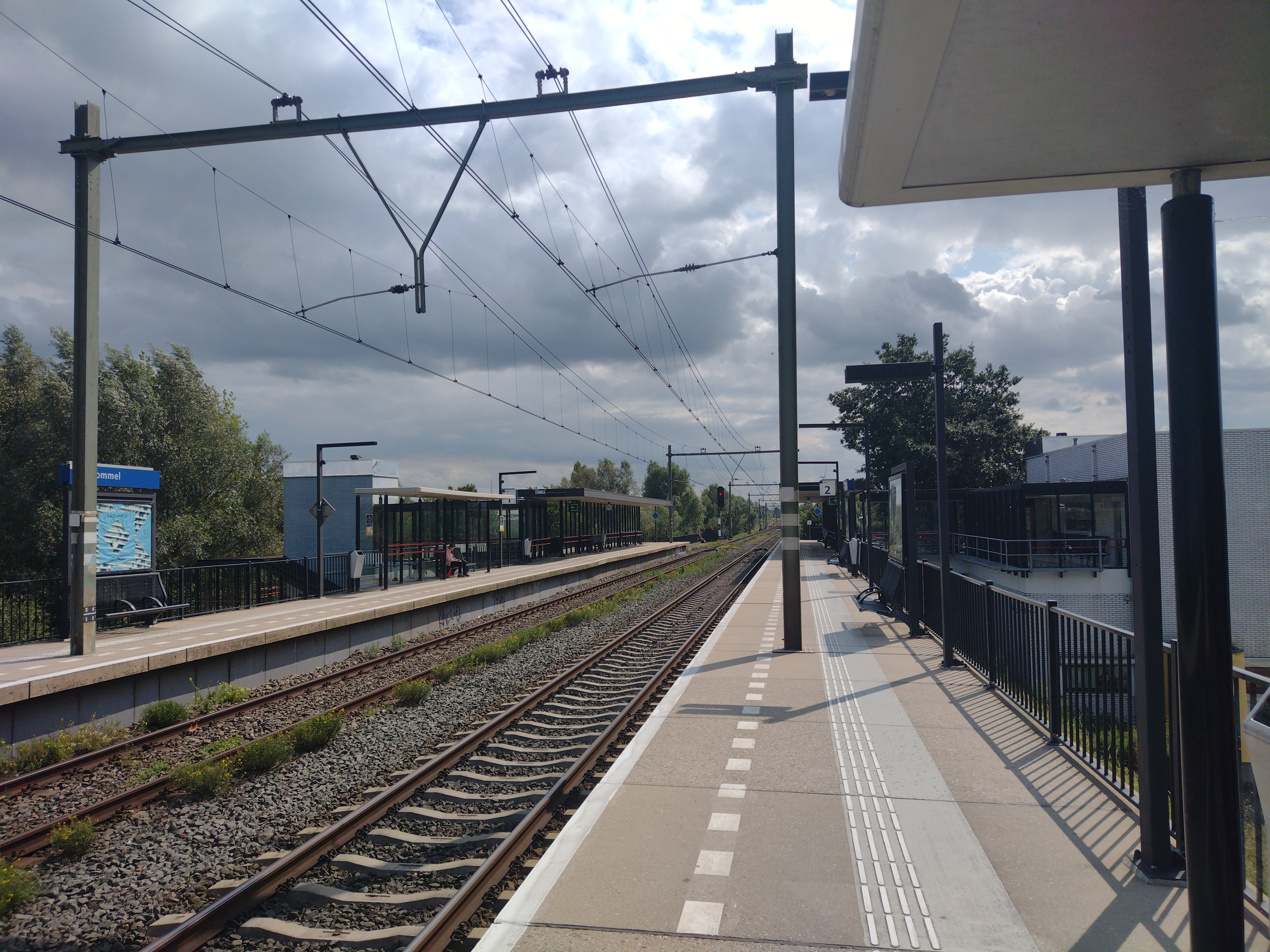
Perrons
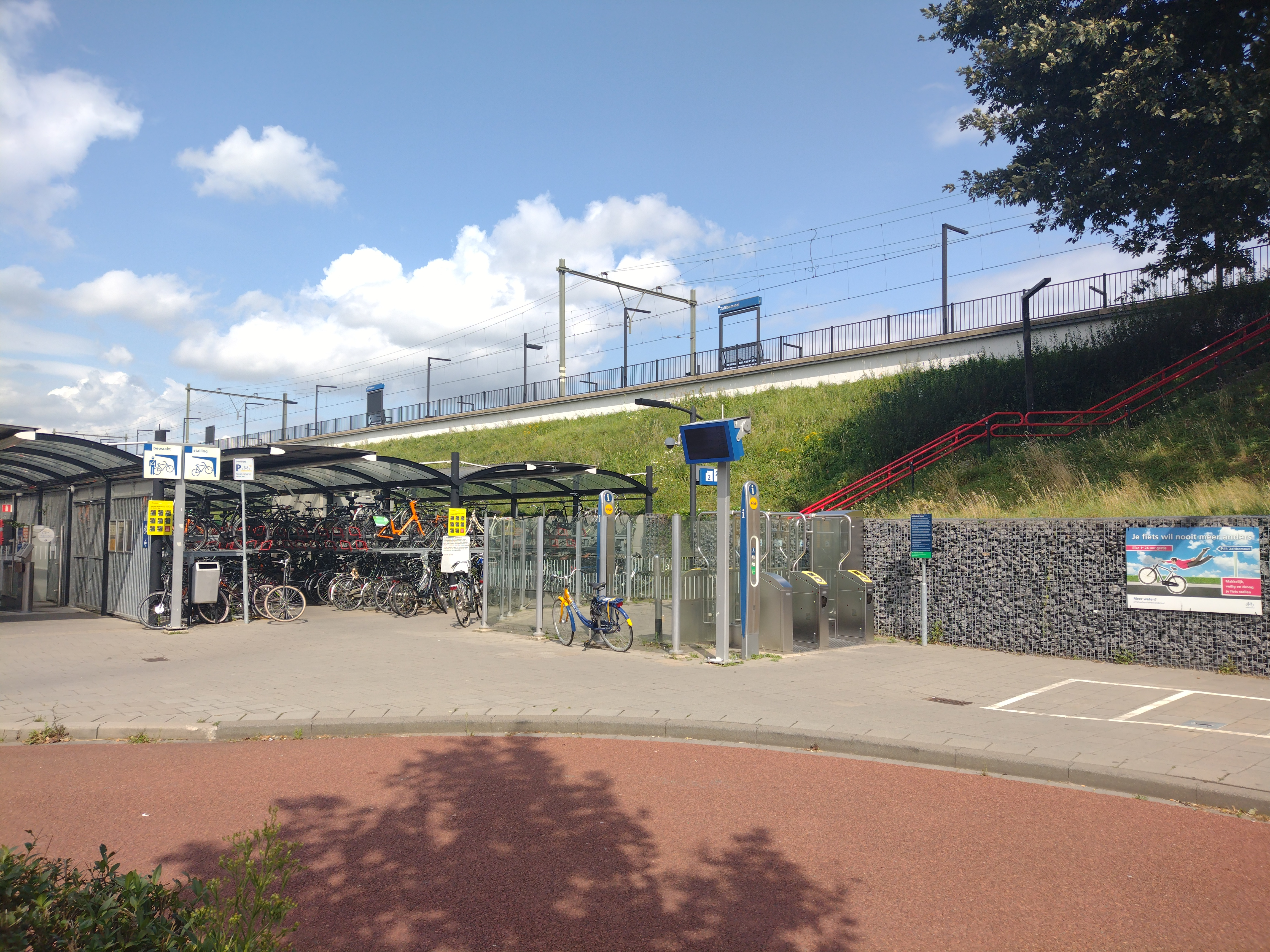
Ingang bij de fietsenstalling